# Nyingwom
Die Kam-Sprache, oder das Nyingwom (auch Nyiwom oder Yimwom), ist eine der Savannensprachen, die im östlichen Nigeria gesprochen werden.
Es zählt zur Sprachgruppe der Adamaua-Sprachen innerhalb Adamawa-Ubangi-Sprachen. Innerhalb dessen wiederum ist es mit den Waja-Sprachen verwandt.